# Grafling (Oberschneiding)
Grafling ist ein Ortsteil der Gemeinde Oberschneiding und eine Gemarkung im niederbayerischen Landkreis Straubing-Bogen.
Bis 1978 bestand die Gemeinde Grafling.

## Geographie
Der Weiler Grafling liegt östlich des Kernortes Oberschneiding an der SR 27. Die B 20 verläuft westlich. Durch den Ort fließt der Edlgraben.
Die Gemarkung besteht aus Gemarkungsteilen in den Gemeinden Oberschneiding und Straßkirchen.

## Geschichte
Bereits 1474 bildete Grafling eine Obmannschaft mit den Orten Büchling, Grafling, Münchsdorf, Thall, Haunkhof und Peinkofen. Im Konskriptionsjahr 1752 bestand der Ort Grafling aus drei Anwesen im Amt Straßkirchen des Landgerichtes Deggendorf. Größter Grundherr war das Kloster Windberg.
1808/1811 wurde der Steuerdistrikt Grafling gebildet, von 1814 bis 1818 gehörte Grafling zum Steuerdistrikt Paitzkofen und unterstand dem nur in diesem Zeitraum existierenden Herrschaftsgericht Irlbach. Die 1821 entstandene Gemeinde Grafling kam 1838 zum Landgericht Straubing, gehörte aber gerichtlich noch zum Landgericht Deggendorf.
Die Gemeinde Grafling gehörte bis 30. Juni 1972 dem Landkreis Straubing und ab 1. Juli 1972 bis zu ihrer Auflösung am 30. April 1978 dem Landkreis Straubing-Bogen an.
Durch die Gebietsreform in Bayern wurde die Gemeinde aufgelöst und in die Gemeinden Oberschneiding und Straßkirchen eingegliedert. Zu Oberschneiding kamen die Orte Grafling, Münchsdorf und Peinkofen, die Orte Gänsdorf, Seehof und Thal kamen zur Gemeinde Straßkirchen. Die ehemalige Gemeinde hatte eine Fläche von rund 785 Hektar.

### Einwohnerentwicklung
Ort Grafling:
- 1987:  14 Einwohner, vier Wohngebäude mit fünf Wohnungen.[1]
- 1970:  16 Einwohner.[5]
- 1961:  25 Einwohner, vier Wohngebäude.[4]
- 1950:  42 Einwohner, vier Wohngebäude.[6]
- 1925:  27 Einwohner, vier Wohngebäude.[7]
- 1900:  38 Einwohner, sechs Wohngebäude.[8]
- 1885:  45 Einwohner, vier Wohngebäude.[9]
- 1871:  48 Einwohner.[10]

Gemeinde Grafling:
- 1970:  155 Einwohner.[5]
- 1961:  195 Einwohner, 28 Wohngebäude.[4]
- 1950:  352 Einwohner, 30 Wohngebäude.[6]
- 1925:  248 Einwohner, 23 Wohngebäude.[7]
- 1900:  223 Einwohner, 24 Wohngebäude.[8]
- 1885:  225 Einwohner, 22 Wohngebäude.[9]
- 1871:  247 Einwohner.[10]

## Sehenswürdigkeiten
In der Liste der Baudenkmäler in Oberschneiding ist für Grafling die katholische Filialkirche St. Peter und Paul als Baudenkmal aufgeführt. Der einheitliche Neubau stammt aus dem Jahr 1712.

## Vereine
- Freiwillige Feuerwehr Grafling